# آيت بن عيسى (تالزمت)
آيت بن عيسى هي إحدى مشيخات المملكة المغربية، تتبع جغرافيا لإقليم بولمان وإداريًا لتالزمت. يقدر عدد سكانها بـ 783 نسمة حسب الإحصاء الرسمي للسكان والسكنى لسنة 2004.